# 728. grenadirski polk (Wehrmacht)
728. grenadirski polk (izvirno nemško 728. Grenadier-Regiment; kratica 728. GR) je bil pehotni polk Heera v času druge svetovne vojne.

## Zgodovina
Polk je bil ustanovljen 15. oktobra 1942 za potrebe 708. pehotne divizije. Uničen je bil avgusta 1944 v Franciji.
Ponovno je bil ustanovljen 4. septembra 1944 na Slovaškem za potrebe 708. ljudskogrenadirske divizije.